# Amherst (Texas)
Amherst è un comune (city) degli Stati Uniti d'America della contea di Lamb nello Stato del Texas. La popolazione era di 721 abitanti al censimento del 2010.

## Geografia fisica
Secondo lo United States Census Bureau, la città ha una superficie totale di 2,37 km², dei quali 2,37 km² di territorio e 0 km² di acque interne (0% del totale).

## Società

### Evoluzione demografica
Secondo il censimento del 2010, la popolazione era di 721 abitanti.

### Etnie e minoranze straniere
Secondo il censimento del 2010, la composizione etnica della città era formata dal 68,38% di bianchi, il 4,72% di afroamericani, il 3,19% di nativi americani, lo 0% di asiatici, lo 0% di oceanici, il 20,53% di altre razze, e il 3,19% di due o più etnie. Ispanici o latinos di qualunque razza erano il 48,4% della popolazione.